# Museo archeologico nazionale di Castiglioncello

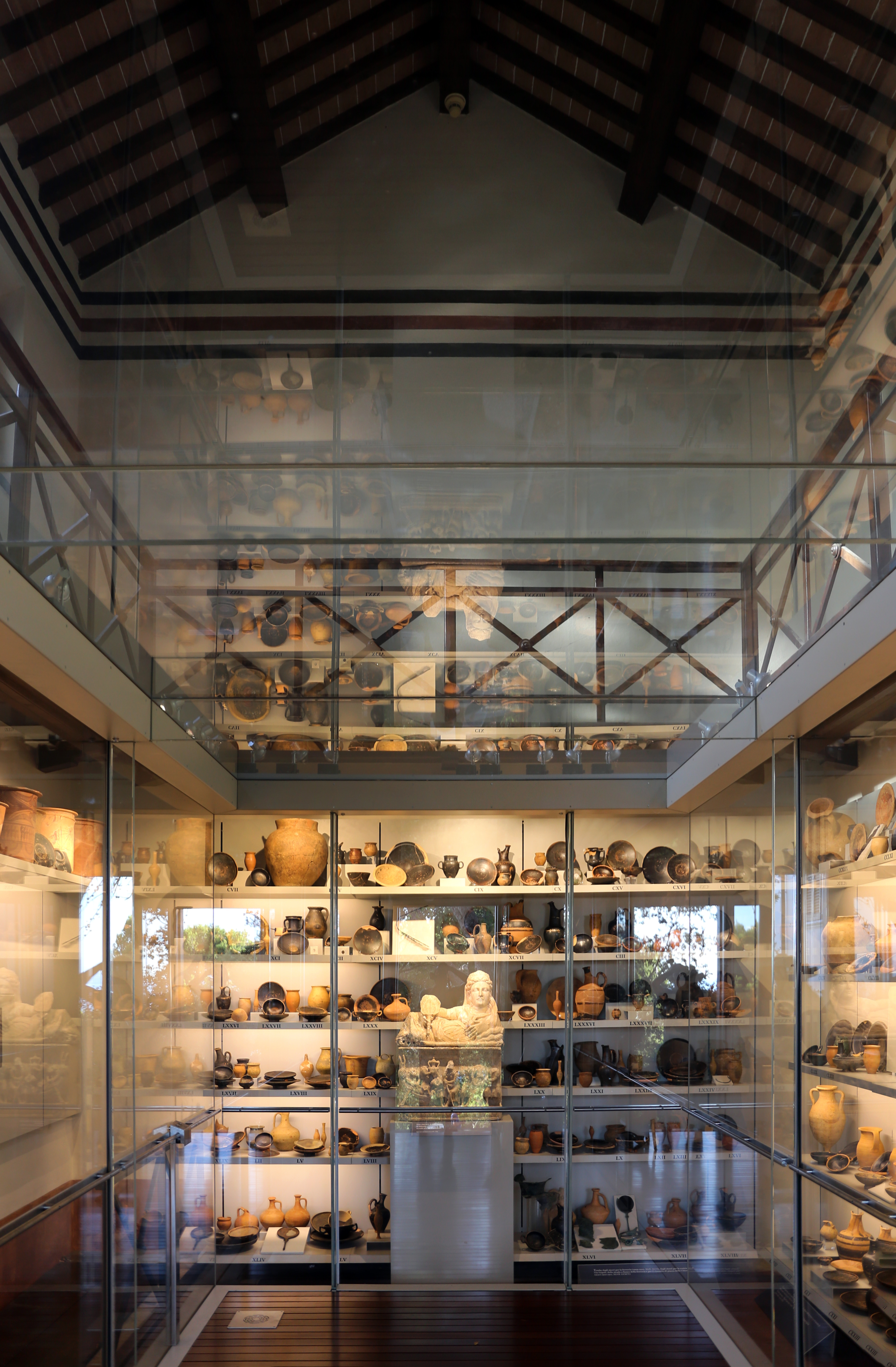
Interno

Il Museo archeologico nazionale di Castiglioncello si trova in via del Museo 8 a Castiglioncello, frazione di Rosignano Marittimo.
Dal dicembre 2014 il Ministero per i beni e le attività culturali lo gestisce tramite il Polo museale della Toscana, nel dicembre 2019 divenuto Direzione regionale Musei.

## Storia e descrizione
Fondato nel 1914 da Luigi Adriano Milani, il museo di Castiglioncello fu un pionieristico esempio di museo decentrato, dove confluirono i reperti scavati da una necropoli etrusca del IV-I secolo a.C., rinvenuta durante dei lavori di urbanizzazione tra il 1903 e il 1911.
Secondo la moda eclettica del tempo, al museo venne data una veste architettonica che richiamava il contenuto, ispirandosi alle fome dei tempietti delle urnette etrusche, e scegliendo un suggestivo sito sulla sommità di un poggio immerso nella macchia mediterranea, con ampia vista sul mare (oggi tuttavia coperta dalla vegetazione). 
Trascurato, il museo subì un lento declino fino al 1972, quando venne chiuso e la sua collezione trasferita al Museo archeologico nazionale di Firenze. Con una rinnovata attenzione al territorio, il museo è stato restaurato, riallestito e riaperto nel 2011.